# Délégation oblique
En droit constitutionnel canadien, la délégation oblique est le pouvoir que possède le Parlement, au nom de sa souveraineté inaliénable, de transférer des pouvoirs vers des instances administratives à l'extérieur de son ordre de gouvernement (fédéral ou provincial selon le cas). 
Il existe deux cas de délégation oblique : 1) le Parlement fédéral octroie un pouvoir de réglementation à une entité administrative de la province  2) le Parlement provincial
octroie un pouvoir de réglementation à une entité administrative du palier fédéral ou d'une autre province. Cela est en principe autorisé en droit constitutionnel canadien. 
La délégation oblique doit être distinguée par rapport à la délégation horizontale, où deux parlements se délèguent des pouvoirs entre eux, ce qui a été reconnu comme inconstitutionnel par les tribunaux.
Dans l'arrêt PEI Potato Marketing Board c. Willis,  la Cour a jugé que puisque le Parlement n'a fait que déléguer son pouvoir à une commission agricole provinciale, il ne s'agissait pas d'une abdication de la souveraineté parlementaire. Le principe constitutionnel connexe est que le Parlement n'a pas le droit d'abdiquer sa souveraineté.   